# Joan Roig der Ältere

Joan Roig: Altarfigur Sant Pacià in der Sant Pacià und Sant Francesc Xavier Kapelle der Kathedrale von Barcelona

Joan Roig (* um 1630 in Barcelona; † 1697 ebenda) war ein katalanischer Bildhauer des Barock.

## Leben und Werk
Joan Roig stammte aus einer Kaufmannsfamilie, wollte aber beruflich nicht der Tradition seiner Familie folgen. Er wurde Schüler von Domènec Rovira (1608–1678).
Von 1660 bis 1661 und von 1671 bis 1672 arbeitete Joan Roig an der Kathedrale von Barcelona, sowie 1667 für Sant Vicenç in Cardona. Von 1688 bis 1691 fertigte er mit seinem Sohn Joan Roig der Jüngere (1656–1706) das Altarbild für die Kapelle Sant Pacià in Barcelona an. 1691 arbeitete er für Sant Vicenç in Rupià (Baix Empordà) sowie 1695 in Alforja (Baix Camp) und Vilanova de Prades (Provinz Tarragona).
Joan Roig förderte die Bildhauergilde von Barcelona, der er seit ihrer Gründung 1680 angehörte.
Joan Roig der Ältere war wie sein Sohn Repräsentant eines barocken Stils, der sich zunehmend zum Rokoko hin entwickelte.